# Spilogona spectabilis
Spilogona spectabilis este o specie de muște din genul Spilogona, familia Muscidae. A fost descrisă pentru prima dată de Tiensuu în anul 1938. Conform Catalogue of Life specia Spilogona spectabilis nu are subspecii cunoscute.